# Daniel Matthias Heinrich Mohr
Daniel Matthias Heinrich Mohr ( * 8 de abril de 1780 , Quickborn, Pinneberg , Schleswig-Holstein - 26 de agosto de 1808 , Kiel) fue un naturalista alemán.

## Vida
Daniel Matthias Heinrich Mohr era hijo del pastor Matthias Mohr (1743–1789) y de su esposa Christina Sophia Ulrica (1752–1785). Sus abuelos paternos fueron Brauer y Brenner Matthias, Mohr y su esposa Elizabeth, la madre del abogado y el mayordomo Sebastián Gerckens Daniel y su esposa Anna Margaretha. Heinrich permaneció soltero.
Luego de sus estudios medios en Husum, los prosiguió a los 19 años, en 1799 en Kiel. En 1801 se trasladó a la Universidad de Göttingen. En Kiel siguió las lecciones de zoología de Johann Christian Fabricius, y en Göttingen las de botánica de Heinrich Adolf Schrader (1767–1836).
De vuelta en Kiel, fue el 12 de noviembre de 1803 donde defiende una tesis sobre criptógamas obteniendo el doctorado, y continuó sus estudios en algas y musgos. Fue en 1805, profesor asociado de Filosofía en la Universidad Christian Albrecht de Kiel, y el 20 de marzo de 1807 fue profesor asociado de Zoología y de Botánica. En Kiel se reunió con Friedrich Weber (1781-1823), hijo del médico y profesor de medicina Georg Heinrich Weber. En el Jardín Botánico de Kiel trabajaron tanto Weber como Mohr; y en 1810, dos años después de la muerte de Mohr, fue Weber supervisor del Jardín Botánico.

## Honores

### Epónimos
Heinrich Mohr fue nombrado en honor, por el alumno de Linneo: Olof Swartz 1806, en el género Mohria Sw. en la familia Schizaeaceae.
- La abreviatura «D.Mohr» se emplea para indicar a Daniel Matthias Heinrich Mohr como autoridad en la descripción y clasificación científica de los vegetales.[4]